# Ferenc Hegedűs
Ferenc Hegedűs (n. 14 septembrie 1959, Tarján, Districtul Tatabánya, Komárom-Esztergom, Ungaria) este un scrimer ce a reprezentat Ungaria, medaliat olimpic. A participat la 2 ediții ale Jocurilor Olimpice (1988, 1992) în care a câștigat o medalie de argint.